# Pazmany PL-9 Stork
Die Pazmany PL-9 Stork ist ein Selbstbauflugzeug der Pazmany Aircraft Corporation.

## Geschichte und Konstruktion
Die PL-9 Stork ist ein einmotoriges Flugzeug in der Form des Fieseler Storch, allerdings nur in ¾ der Originalgröße für Selbstbauer. Das Flugzeug ist ein verspannter abgestrebter Hochdecker mit einem zweisitzigen geschlossenen Tandemcockpit und einem festen konventionellen Fahrwerk. Die Maschine besitzt ähnliche Flugeigenschaften wie ihr Vorbild. Der Rumpf besteht aus geschweißten Stahlrohren. Als Standardmotoren werden Lycoming O-320 mit 150 bis 160 PS (112 bis 119 kW) verwendet.

## Technische Daten
| Kenngröße             | Daten                                 |
| --------------------- | ------------------------------------- |
| Besatzung             | 1                                     |
| Passagiere            | 1                                     |
| Länge                 | 7,4 m                                 |
| Spannweite            | 10,97 m                               |
| Höhe                  | 2,13 m                                |
| Flügelfläche          | 15,44 m²                              |
| Leermasse             | 513,4 kg                              |
| max. Startmasse       | 788,7 kg                              |
| Reisegeschwindigkeit  | 153 km/h                              |
| Höchstgeschwindigkeit | 187 km/h                              |
| Dienstgipfelhöhe      | 15.000 m                              |
| Reichweite            | 534 km                                |
| Triebwerke            | 1 × Lycoming O-320 mit 112 bis 119 kW |